# Joanna Fiodorow
Joanna Fiodorow (ur. 4 marca 1989 w Augustowie) – polska lekkoatletka specjalizująca się w rzucie młotem. 
Trzykrotna finalistka igrzysk olimpijskich (Londyn 2012, Rio de Janeiro 2016, Tokio 2020). Srebrna medalistka Mistrzostw Świata w Katarze 2019, dwukrotna brązowa medalistka mistrzostw Europy (Zurych 2014, Berlin 2018).

## Życiorys
W 2008 roku odpadła w eliminacjach podczas mistrzostw świata juniorów. Czwarta zawodniczka młodzieżowych mistrzostw Europy w Kownie (2009). Wicemistrzyni Europy do lat 23 z 2011. Kilka tygodni po tym sukcesie wystartowała w finale uniwersjady oraz odpadła w eliminacjach mistrzostw świata w Daegu.
W 2012 wynikiem 72,37 zajęła 7. miejsce w finale igrzysk olimpijskich w Londynie (po dyskwalifikacji trzech innych zawodniczek, w tym zwyciężczyni konkursu Rosjanki Tatiany Łysienko). 
Zdobyła brązowy medal na Mistrzostwach Europy w Zurychu w 2014 roku i srebrny medal uniwersjady w Gwangju w 2015. 
Reprezentowała Polskę w drużynowych mistrzostwach Europy, pucharach Europy w rzutach lekkoatletycznych oraz meczach międzypaństwowych.
Wielokrotna medalistka mistrzostw Polski seniorów; ma w dorobku sześć srebrnych (Bydgoszcz 2011, Bielsko-Biała 2012, Toruń 2013, Szczecin 2014, Kraków 2015 i Lublin 2018) oraz trzy brązowe medale (Bielsko-Biała 2010, Bydgoszcz 2016, Białystok 2017). Stawała na najwyższym stopniu podium mistrzostw kraju w kategorii juniorów oraz młodzieżowców.
W 2015 odpadła w eliminacjach mistrzostw świata w Pekinie, rok później zajęła 9. miejsca na mistrzostwach Europy w Amsterdamie i igrzyskach olimpijskich w Rio de Janeiro. W 2017 zajęła 6. miejsce na mistrzostwach świata w Londynie.
W 2018 roku jej indywidualnym trenerem została Malwina Sobierajska, trener klubowy młociarzy Podlasia Białystok m.in. Wojciecha Nowickiego. W tym samym roku Fiodorow zdobyła brązowy medal mistrzostw Europy w Berlinie wynikiem 74,00 m.
W 2019 osiągnęła największy sukces w swojej karierze, zdobywając wicemistrzostwo świata w katarskiej Dosze. Ustanowiła wówczas nowy rekord życiowy 76,35 i przegrała jedynie z Amerykanką DeAnną Price. W latach 2018 i 2019 stawała także na 3. stopniu podium cyklu IAAF Hammer Throw Challange. 
W sierpniu 2021 roku, po zajęciu 7. miejsca na igrzyskach olimpijskich w Tokio, zawodniczka zapowiedziała, że jej ostatnim startem w karierze będzie udział w 12. Memoriale Kamili Skolimowskiej, który odbył się 5 września 2021 roku.
We wrześniu 2021 po zakończeniu kariery zawodniczej została trenerką Wojciecha Nowickiego.
Rekord życiowy: 76,35 (28 września 2019, Doha).

## Osiągnięcia
| Rok  | Impreza                                 | Miejsce              | Pozycja           | Wynik  |
| ---- | --------------------------------------- | -------------------- | ----------------- | ------ |
| 2008 | Mistrzostwa świata juniorów             | Bydgoszcz            | el. – 19. miejsce | 54,36  |
| 2009 | Młodzieżowe mistrzostwa Europy          | Kowno                | 4. miejsce        | 62,49  |
| 2010 | Zimowy puchar Europy w rzutach U23      | Arles                | 4. miejsce        | 61,55  |
| 2011 | Zimowy puchar Europy w rzutach          | Sofia                | –                 | NM     |
| 2011 | Superliga drużynowych mistrzostw Europy | Sztokholm            | 12. miejsce       | 62,19  |
| 2011 | Młodzieżowe mistrzostwa Europy          | Ostrawa              | 2. miejsce        | 70,06  |
| 2011 | Uniwersjada                             | Shenzhen             | 9. miejsce        | 63,40  |
| 2011 | Mistrzostwa świata                      | Daegu                | el. – 21. miejsce | 66,88  |
| 2012 | Igrzyska olimpijskie                    | Londyn               | 7. miejsce        | 72,37  |
| 2013 | Zimowy puchar Europy w rzutach          | Castelló de la Plana | 4. miejsce        | 68,92  |
| 2013 | Igrzyska frankofońskie                  | Nicea                | 6. miejsce        | 67,53  |
| 2014 | Zimowy puchar Europy w rzutach          | Leiria               | 1. miejsce        | 72,70  |
| 2014 | Superliga drużynowych mistrzostw Europy | Brunszwik            | 2. miejsce        | 72,23  |
| 2014 | Mistrzostwa Europy                      | Zurych               | 3. miejsce        | 73,67  |
| 2015 | Zimowy puchar Europy w rzutach          | Leiria               | 2. miejsce        | 70,90  |
| 2015 | Uniwersjada                             | Gwangju              | 2. miejsce        | 69,69  |
| 2015 | Mistrzostwa świata                      | Pekin                | el. – 17. miejsce | 68,72  |
| 2016 | Mistrzostwa Europy                      | Amsterdam            | 9. miejsce        | 69,48  |
| 2016 | Igrzyska olimpijskie                    | Rio de Janeiro       | 9. miejsce        | 69,87  |
| 2017 | Mistrzostwa świata                      | Londyn               | 6. miejsce        | 73,04  |
| 2017 | Uniwersjada                             | Tajpej               | 3. miejsce        | 71,33  |
| 2018 | Mistrzostwa Europy                      | Berlin               | 3. miejsce        | 74,00  |
| 2018 | IAAF Hammer Throw Challenge             |                      | 3. miejsce        | 222,03 |
| 2019 | Puchar Europy w rzutach                 | Šamorín              | 2. miejsce        | 73,22  |
| 2019 | Superliga drużynowych mistrzostw Europy | Bydgoszcz            | 2. miejsce        | 72,13  |
| 2019 | Mistrzostwa świata                      | Doha                 | 2. miejsce        | 76,35  |
| 2019 | IAAF Hammer Throw Challenge             |                      | 3. miejsce        | 224,46 |
| 2021 | Igrzyska olimpijskie                    | Tokio                | 7. miejsce        | 73,83  |